# Renato Cordero
Renato Antonio Cordero Romo (* 16. April 2003 in San Felipe) ist ein ehemaliger chilenischer Fußballspieler auf der Position eines defensiven Mittelfeldspielers.

## Karriere

### Verein
Renato Cordero kam im Alter von zehn Jahren in die Jugend von Universidad de Chile, in der er bis zu seinem Profidebüt im Juli 2022 spielte. In der zweiten Saisonhälfte 2024 wurde er an Universidad de Concepción in die Primera B verliehen. Mit Universidad de Chile wurde er während seiner Leihstation in Concepción Pokalsieger, da er in der ersten Saisonhälfte vier Pokalpartien bestritten hatte.

### Nationalmannschaft
Cordero spielte im Januar 2023 für die U20-Nationalmannschaft bei der U20-Südamerikameisterschaft in Venezuela, bei der die junge La Roja in der Gruppenphase ausschied. Ein Jahr später nahm er mit der U23-Nationalmannschaft an der Qualifikation zu den Olympischen Spielen in Paris teil. Auch hier schied Chile in der Gruppenphase aus.

## Erfolge
Universidad de Chile
- Chilenischer Pokalsieger: 2024